# Stefanie Dimmeler
Stefanie Dimmeler (Ravensbourg, 18 juillet 1967) est une biologiste allemande spécialisée dans les processus physiopathologiques sous-jacents aux maladies cardiovasculaires. 